# História do criacionismo
A história do criacionismo relaciona-se com a história do pensamento baseado na premissa de que o universo natural teve um começo sobrenatural (causa primeira de Tomás de Aquino) e passou a existir de forma sobrenatural. O termo criacionismo no seu sentido lato abrange uma ampla gama de pontos de vista e interpretações, e não era de uso comum antes do final do século XIX. Ao longo da história registrada, muitas pessoas viram o universo como uma entidade criada. Muitos relatos históricos antigos de todo o mundo referem-se ou implicam a criação da Terra e do universo. Embora compreensões históricas específicas do criacionismo tenham utilizado graus variados de investigações empíricas, espirituais e/ou filosóficas, todas elas são baseadas na visão de que o universo foi criado. A narrativa da criação em Gênesis forneceu uma estrutura básica para a compreensão epistemológica judaica e cristã de como o universo surgiu - através da intervenção divina do deus Javé. Historicamente, as interpretações literais desta narrativa foram mais dominantes do que as alegóricas.
A partir do século XVIII, diversas visões destinadas a conciliar as religiões abraâmicas e o Gênesis com a geologia, a biologia e outras ciências se desenvolveram na cultura ocidental. Neste momento, a palavra criacionismo referia-se a uma doutrina de criação da alma. Aqueles que sustentavam que as espécies foram criadas num ato separado, como Philip Gosse em 1857, eram geralmente chamados de "defensores da criação", embora também fossem chamados de "creationists" (criacionistas) na correspondência privada entre Charles Darwin e seus amigos, datada de 1856.
A partir do século XVIII, diversas visões destinadas a conciliar as religiões abraâmicas e o Gênesis com a geologia, a biologia e outras ciências se desenvolveram na cultura ocidental. Neste momento, a palavra criacionismo referia-se a uma doutrina de criação da alma. Aqueles que sustentavam que as espécies foram criadas num ato separado, como Philip Gosse em 1857, eram geralmente chamados de "defensores da criação", embora também fossem chamados de "creationists" (criacionistas) na correspondência privada entre Charles Darwin e seus amigos, datada de 1856.
No século XX, a palavra "criacionismo" tornou-se associada ao movimento anti-evolução da década de 1920 e ao criacionismo da Terra jovem, mas este uso foi contestado por outros grupos, como os criacionistas da velha Terra e os criacionistas evolucionistas, que defendem diferentes conceitos de criação, como a aceitação da idade da Terra e da evolução biológica conforme entendida pela comunidade científica.
The Genesis Flood(en) (1961) tornou-se a publicação criacionista da Terra Jovem de maior sucesso depois de 1945 por Henry Morris fundador da ICR.  . A partir de meados da década de 1960, os criacionistas nos Estados Unidos promoveram o ensino do "criacionismo científico" usando a "geologia do dilúvio" nas aulas de ciências das escolas públicas. Após o julgamento legal do caso Daniel v. Waters (1975) ter decidido que o ensino do criacionismo nas escolas públicas infringia a Cláusula de Estabelecimento da Primeira Emenda da Constituição dos Estados Unidos, o conteúdo foi despojado de referências bíblicas evidentes e renomeado como ciência da criação. Quando o processo judicial Edwards v. Aguillard (1987) decidiu que a ciência da criação violava de forma semelhante a constituição, todas as referências à "criação" num projeto de livro escolar foram alteradas para se referirem ao design inteligente, que foi apresentado pelos criacionistas como uma nova teoria científica. 

###### O Julgamento de Dover
A decisão Kitzmiller v. Dover (2005) concluiu que o design inteligente não é ciência e contraria a restrição constitucional ao ensino da religião nas aulas de ciências das escolas públicas. No mesmo ano, o Dr. John C. Sanford, que participou do julgamento,  defendeu a devolução em seu livro Genetic Entropy & the Mystery of the Genome (2005, 2008). Nele, ele afirma que a seleção natural como uma causa da evolução biológica (que ele chama de axioma primário) "é essencialmente indefensável". Seu argumento é que a taxa mínima de mutação humana é estimada em 100 novas mutações por geração sendo a maioria deletérias. De acordo com Sanford, a curva de Kimura mostra que a maioria das mutações tem um efeito quase neutro e, além disso, são ligeiramente deletérias. Como tal, a seleção natural é incapaz de retardar o acúmulo de mutações prejudiciais. Portanto, com o tempo, a aptidão diminuirá e, se não for controlada, resultará em extinção. Milhares de publicações científicas parecem defender a degradação genética gradual nos seres vivos, incluindo grandes nomes da ciência como Gerald Crabtree que defendeu a tese em Stanford,  que estamos ficando mais retardados e publicou na prestigiada Trends.
Sanford e colegas desenvolveram o programa de modelagem genética quantitativa progressiva chamado Mendel's Accountant, publicando vários artigos sobre ele e a entropia genética em locais não revisados por pares. O Contador de Mendel rastreia as mutações conforme elas se acumulam nas populações digitais de uma maneira biologicamente realista. Com base em sua pesquisa, Sanford afirma que o genoma humano está se deteriorando e, portanto, não poderia ter evoluído por meio de um processo de mutação e seleção conforme especificado pela síntese evolutiva moderna .
Em setembro de 2012, Bill Nye ("The Science Guy") expressou sua preocupação com o fato de as visões criacionistas ameaçarem a educação científica e as inovações nos Estados Unidos. Em 2005 

## Criação e a ciência moderna
Nos séculos XV e XVI, as descobertas em novas terras trouxeram o conhecimento da diversidade da vida. Em 1605, Francis Bacon enfatizou que as obras de Deus na natureza nos ensinam como interpretar a Bíblia, e o método baconiano introduziu a abordagem empírica que se tornou central para a ciência moderna. A teologia natural buscou evidências na natureza que apoiassem um papel ativo de Deus, e foram feitas tentativas para reconciliar novos conhecimentos com o mito bíblico do dilúvio e a história da Arca de Noé. O desenvolvimento da geologia moderna nos séculos XVIII e XIX encontrou estratos geológicos e sequências fósseis indicando uma Terra muito antiga. As cosmogonias diluvianas foram vítimas do seu próprio sucesso, à medida que o espírito de investigação científica que estimularam levou gradualmente a descobertas que minaram as premissas bíblicas da geologia do dilúvio e catastrofismo.
Por volta do início do século XIX, ideias como o conceito de transmutação de espécies de Jean-Baptiste Lamarck ganharam adeptos em Paris e Edimburgo, principalmente entre os anatomistas. A publicação anônima de Vestígios da História Natural da Criação em 1844 despertou amplo interesse público com o apoio dos Quakers e Unitarianos, mas foi fortemente criticada pelo establishment religioso e pela comunidade científica, que clamavam por uma ciência solidamente apoiada. Em 1859, A Origem das Espécies, de Charles Darwin, forneceu evidências de uma fonte confiável e respeitada, e dentro de uma década convenceu os cientistas de que a evolução ocorre. Esta visão colidiu com a dos evangélicos conservadores na Igreja da Inglaterra, mas em 1860 a sua atenção voltou-se para o alvoroço muito maior sobre Ensaios e Resenhas de teólogos anglicanos liberais, que introduziram a "alta crítica", um método hermenêutico que reexamina a Bíblia e questionando leituras literais. Em 1875, a maioria dos naturalistas americanos apoiava ideias de evolução teísta, muitas vezes envolvendo a "criação especial" de seres humanos.

Nessa época, aqueles que sustentavam que as espécies tinham sido criadas separadamente eram geralmente chamados de “defensores da criação”, mas eram ocasionalmente chamados de “criacionistas” na correspondência privada entre Charles Darwin e seus amigos. O termo aparece em cartas que Darwin escreveu entre 1856 e 1863, e também foi usado em uma resposta de Charles Lyell.
Nessa época, os geólogos reconheceram que a Terra tinha milhões de anos. A cronologia exata proposta por Darwin foi contestada por outros geólogos, e o importante físico William Thomson (mais tarde enobrecido como Lord Kelvin) produziu uma análise da energia térmica e das histórias térmicas da Terra e do Sol, que rendeu estimativas de idade que eram muito curtas para uma evolução gradual. O colega de Thomson, Fleeming Jenkin, escreveu uma resenha de 1867 sobre A Origem das Espécies, de Darwin, que se opunha à evolução com base no tempo reduzido disponível. O paradoxo da idade de Kelvin não foi resolvido até que foi descoberto no século 20 que a Terra é aquecida pela decadência radioativa, que o seu gradiente térmico interno é afetado pela convecção do manto e que o Sol é aquecido pela fusão nuclear.
Desde a década de 1980, o Big Bang tem sido o modelo cosmológico predominante para o universo. Foi idealizado por um padre católico romano, Monsenhor Georges Lemaître, na década de 1930. Lemaître sugeriu que a evidente expansão do universo, se projetada para trás no tempo, significava que em algum momento finito no passado toda a massa do universo estava concentrada em um único ponto, um "átomo primordial" onde e quando a estrutura do tempo e o espaço passou a existir. No entanto, nas décadas de 1920 e 1930, quase todos os grandes cosmólogos subscreviam a visão de que o universo está num estado estacionário eterno. Depois de Lemaître ter proposto a sua teoria, alguns cientistas queixaram-se de que a sua suposição de que o tempo teve um começo equivalia a uma reimportação de conceitos religiosos para a física. Quando a expressão "Big Bang" foi cunhada por Fred Hoyle em 1949, ele pretendia que fosse um pouco pejorativa, mas o termo pegou e ganhou popularidade. O próprio Lemaître concluiu que um evento inicial “semelhante à criação” deve ter ocorrido. O Big Bang é contrário ao criacionismo da Terra jovem, sensu stricto. Mas foi bem recebido por outros credos cristãos e está em consonância com o conceito católico romano de criação. Sob o princípio antrópico, pelo qual as propriedades do universo são aparentemente ajustadas para a nossa própria existência, alguns cristãos veem evidências de que um criador divino projetou o universo propositalmente.

## Era pré-científica

### História antiga

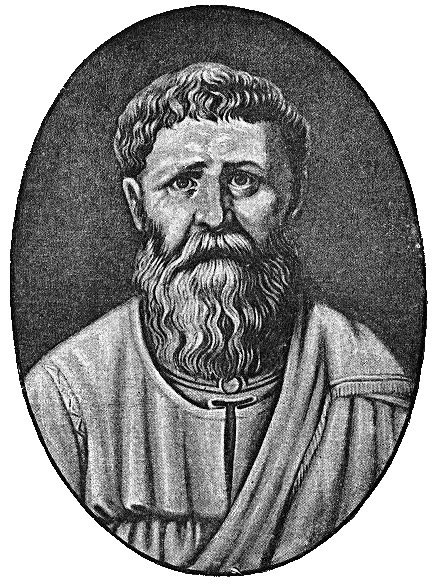
Santo Agostinho de Hipona

David Sedley, em seu livro Creationism and Its Critics in Antiquity, remonta o pensamento criacionista aos pensadores pré-socráticos Anaxágoras e Empédocles, no século V a.C.. Sedley afirma que Anaxágoras foi reconhecido por Platão como "o primeiro defensor declarado de uma inteligência cósmica criativa". A teoria de Anaxágoras era que o estado original do mundo era uma mistura aproximadamente uniforme de todos os opostos, e que foi o efeito da ação do nous (inteligência ou mente) que levou à separação parcial de tais opostos, quente e frio, terra de água, rarefeito de denso. Anaxágoras também desenvolveu a inovação filosófica do dualismo mente-matéria, divergindo do monismo rigoroso de seu antecessor, Parmênides. Empédocles propôs um sistema pelo qual duas forças divinas concorrentes, o Amor (harmonia e fusão) e a Conflito (separação) tinham domínio alternado sobre o universo e os quatro elementos, terra, água, ar e fogo.
Por volta de 45 a.C., Cícero apresentou um argumento teleológico que antecipou a analogia do relojoeiro,  em De natura deorum, ii. 34
Quando você vê um relógio de sol ou um relógio aquático, você percebe que ele indica a hora por projeto e não por acaso. Como então você pode imaginar que o universo como um todo é desprovido de propósito e inteligência, quando abrange tudo, inclusive os próprios artefatos e seus artífices? (Gjertsen 1989, p. 199, citado por Dennett 1995, p. 29)
170 - Galeno, médico estoico romano escreveu contra as crenças da criação em Sobre a Utilidade das Partes do Corpo, 11.14:
É precisamente neste ponto que a nossa opinião e a de Platão e de outros gregos que seguem o método correto nas ciências naturais diferem da posição assumida por Moisés. Para estes últimos parece suficiente dizer que Deus simplesmente quis o arranjo da matéria e ela foi atualmente organizada na devida ordem; pois ele acredita que tudo é possível para Deus, mesmo que deseje fazer um touro ou um cavalo das cinzas. Nós, no entanto, não defendemos isso; dizemos que certas coisas são impossíveis por natureza e que Deus nem sequer tenta tais coisas, mas que ele [sic] escolhe o melhor da possibilidade de vir a ser.
No século V, Santo Agostinho escreveu O Significado Literal do Gênesis, no qual argumentou que o Gênesis deveria ser interpretado como Deus formando a Terra e a vida a partir da matéria preexistente e permitiu uma interpretação alegórica do primeiro capítulo do Gênesis. Por exemplo: ele argumenta que a estrutura da criação de seis dias apresentada no livro de Gênesis representa uma estrutura lógica, e não a passagem do tempo de forma física. Por outro lado, Agostinho pediu uma visão histórica do restante da história registrada em Gênesis, incluindo a criação de Adão e Eva, e o Dilúvio. Além dos seus pontos de vista específicos, Agostinho reconhece que a interpretação da história da criação é difícil e observa que os cristãos deveriam estar dispostos a mudar de opinião sobre ela à medida que novas informações surgissem. Ele também alertou os crentes para não interpretarem precipitadamente e literalmente coisas que possam ser alegóricas, pois isso desacreditaria a fé.
610–632 – Maomé relata ter recebido o Alcorão por revelação divina. O Alcorão contém muitos dos conceitos centrais do criacionismo, incluindo uma criação de 6 dias, Adão e Eva, Enoque e a arca de Noé, mas também fornece alguns detalhes ausentes do Gênesis, incluindo referência a um quarto filho de Noé que escolheu não para entrar na arca. Através do Islão, as crenças criacionistas e o monoteísmo substituem o paganismo entre os árabes.

### Renascimento e protociência
A Renascença, iniciada no século XIV, viu o estabelecimento da protociência que eventualmente se tornou a ciência moderna. Este foi um período de grandes mudanças sociais.
A Reforma Protestante introduziu leigos na leitura da Bíblia traduzida e em entendimentos mais literais, e levou a uma nova crença de que todas as espécies biológicas foram criadas individualmente por Deus.

#### Protociência
O método baconiano introduziu o método científico empírico. A teologia natural buscou evidências na natureza que apoiassem o Cristianismo.
A ideia de heliocentrismo de Nicolau Copérnico foi proposta no século XVI e estabelecida por Galileu Galilei, Johannes Kepler e Newton. Isto derrubou o sistema grego ptolomaico de geocentrismo, que havia sido adotado como dogma da Igreja com a fusão do Cristianismo com a Filosofia Grega nos primeiros séculos da Era Comum.

O naturalista inglês John Ray (1627-1705) é por vezes referido  como o pai da história natural inglesa. Além de coletar e classificar plantas, ele escreveu dois livros intitulados A Sabedoria de Deus manifestada nas Obras da Criação (1691) e Discursos Diversos sobre a Dissolução e Mudanças do Mundo (1692), que incluíam ensaios sobre O Caos Primitivo. e Criação do Mundo, O Dilúvio Geral, suas Causas e Efeitos, e A Dissolução do Mundo e Conflagrações Futuras. Em A Sabedoria de Deus, ele incluiu muitos dos exemplos familiares de adaptação intencional e design na natureza (o argumento teleológico), como a estrutura do olho, o vazio dos ossos, o estômago do camelo e a armadura do ouriço.
Em abril de 1630, Descartes escreveu três cartas ao pai Mersenne, que expôs pela primeira vez a sua Doutrina da Criação. Descartes afirmou que Deus cria as verdades eternas e o mundo material e extenso com um trabalho ininterrupto, livre e voluntarista. Esta concepção foi posteriormente desenvolvida na Quinta e na Sexta Respostas às objeções às suas meditações. Descartes foi influenciado pela visão de Francisco Suarez sobre o primitivismo e o realismo divino, para o qual as conexões entre as propriedades do mundo real (por exemplo, 'ser um homem' e 'ser um animal') pertencem imutavelmente à essência e ao intelecto de Deus, o Criador desde sempre e para sempre e, portanto, não são criados por Ele.
Carl Linnaeus, no século XVIII, estabeleceu um sistema de classificação de espécies por similaridade. Na época, o sistema de classificação era visto como o plano de organização utilizado por Deus em sua criação. Mais tarde, a teoria da evolução aplicou-a como base para a ideia de descendência comum.

#### Argumentos religiosos
Em 1650, o Arcebispo de Armagh, da Igreja da Irlanda, James Ussher, publicou uma história monumental do mundo desde a criação até 70 dC. Ele usou as genealogias e idades registradas na Bíblia para derivar o que é comumente conhecido como a cronologia de Ussher. Calculou nesta uma data para a criação em 4004 a.C.. A data foi amplamente aceita no mundo de língua inglesa.
Em 1696, William Whiston publicou A New Theory of the Earth(en), na qual propôs um relato da criação do mundo. Ele fundamentou seu argumento nos seguintes três postulados:
1) O sentido óbvio ou literal das Escrituras é o verdadeiro e real, onde nenhuma evidência pode ser dada em contrário.
2) Aquilo que é claramente responsável de uma forma natural, não é, sem razão, atribuído a um poder milagroso.
3) O que a tradição antiga afirma sobre a constituição da natureza, ou sobre a origem e os estados primitivos do mundo, deve ser considerado verdadeiro, onde for totalmente compatível com as escrituras, a razão e a filosofia.
Whiston foi o primeiro a propor que a inundação global foi causada pela água na cauda de um cometa.
O divino inglês William Derham (1657-1735) publicou seu Relojoeiro Artificial em 1696 e Físico-Teologia em 1713. Esses livros eram argumentos teleológicos para o ser e os atributos de Deus e foram usados por Paley quase um século depois.

A analogia do Relojoeiro foi feita por Bernard Nieuwentyt (1730) e referida diversas vezes por Paley. Uma acusação de plágio generalizado deste livro foi movida contra Paley no Ateneu em 1848, mas a famosa ilustração do relógio não era peculiar a Nieuwentyt e foi apropriada por muitos outros antes de Paley.
David Hume (1711-1776), um naturalista escocês, empirista e cético, defendeu o naturalismo e contra a crença em Deus. Ele argumentou que a ordem decorre tanto do design quanto dos processos naturais, portanto não é necessário inferir um designer quando se vê a ordem; que o argumento do design, mesmo que funcionasse, não apoiaria um Deus robusto ou mesmo moral, que o argumento sugeria a questão da origem de Deus e que o design era apenas uma projecção humana sobre as forças da natureza. Para o filósofo James D. Madden, é "Hume, rivalizado apenas por Darwin, [quem] fez o máximo para minar, em princípio, a nossa confiança nos argumentos do design entre todas as figuras da tradição intelectual ocidental".

## Era científica

### Geologia moderna e teoria do hiato
James Hutton é frequentemente visto como o primeiro geólogo moderno. Em 1785 ele apresentou um artigo intitulado Teoria da Terra à Royal Society de Edimburgo. Com base num exame detalhado do que hoje reconhecemos como litosfera, hidrosfera e atmosfera, ele mostrou que as forças atuais vistas na Terra eram suficientes para explicar todos os fenômenos observados. Ele escreveu: "A história mosaica não situa este início do homem a uma grande distância; e não foi encontrado, na história natural, nenhum documento pelo qual uma grande antiguidade possa ser atribuída à raça humana. Mas este não é o caso no que diz respeito às espécies inferiores de animais, particularmente aquelas que habitam o oceano e suas margens, encontramos na história natural monumentos que provam que esses animais existiram há muito tempo e assim preocupámos uma medida para o cálculo do tempo extremamente remota, embora longe de existir; precisamente verificado." Com base nestes princípios do uniformitarismo, ele demonstrou que a Terra é muito mais antiga do que se supunha anteriormente, a fim de permitir tempo suficiente para que as montanhas fossem erodidas e para que os sedimentos formassem novas rochas no fundo do mar, que por sua vez foram levantadas. até se tornar terra seca. A presunção de que o mundo tinha apenas 6 000 anos foi abandonada cientificamente como resultado do trabalho de Hutton.
Este desenvolvimento da disciplina científica da geologia, no final do século 18 e início do século 19, e a descoberta de que a Terra era muito mais antiga do que uma interpretação literal do Livro do Gênesis poderia explicar, levou ao desenvolvimento e à popularidade da teoria do hiato para acomodar essas descobertas. A teoria do hiato presume uma criação recente de seis dias, mas também que a Terra existiu por muitas eras antes deste evento, terminando em cataclismo e uma nova criação (daí o seu título alternativo de 'teoria da restauração da ruína').

No início do século 19, "um grupo heterogêneo de escritores", conhecidos como geólogos bíblicos, surgiu para se opor a essas descobertas, e à teoria do hiato. As suas opiniões foram marginalizadas e ignoradas pela comunidade científica do seu tempo. Eles "tinham com os geólogos 'filosóficos' (ou científicos) praticamente a mesma relação que seus descendentes indiretos, os criacionistas do século XX". Paul Wood os descreve como "em sua maioria evangélicos anglicanos", com "nenhum foco institucional e pouco senso de comunhão". Eles geralmente não tinham formação em geologia, e tinham pouca influência mesmo nos círculos religiosos.
De 1830 a 1833, o geólogo e clérigo Sir Charles Lyell lançou uma publicação de três volumes chamada Princípios de Geologia, que desenvolveu as ideias de uniformitarismo de Hutton, e no segundo volume estabeleceu uma variação gradualista das crenças da criação em que cada espécie tinha seu "centro da criação" e foi projetado para o habitat, mas se tornaria extinto quando o habitat mudasse. John Herschel apoiou esta visão gradualista e escreveu a Lyell instando a uma busca por leis naturais subjacentes ao "mistério dos mistérios" de como as espécies se formaram.
Em 1857, Philip Henry Gosse publicou Omphalos: Untying the Geological Knot(en). A hipótese Omphalos argumentava que o Mundo havia sido criado por Deus recentemente, mas com aparência de velhice. Isto foi amplamente ignorado, e alguns consideraram-no blasfêmia porque acusava o Criador de engano. Alguns criacionistas da Terra Jovem incorporariam mais tarde partes de seus argumentos.

### Biologia pré-darwiniana
Erasmus Darwin publicou sua Zoönomia entre 1794 e 1796, prenunciando as idéias de Lamarck sobre a evolução, e até sugerindo "que todos os animais de sangue quente surgiram de um filamento vivo, ao qual a grande Causa Primeira dotou de animalidade... possuindo a faculdade de continuar a melhorar". por sua própria atividade inerente, e de entregar essas melhorias por geração à sua posteridade."
Os avanços na paleontologia, liderados por William Smith, viram o registo dos primeiros registos fósseis que mostravam a transmutação de espécies. Então, Jean-Baptiste Lamarck propôs, em sua Philosophie Zoologique de 1809, uma teoria da evolução, mais tarde conhecida como Lamarckismo, pela qual os traços "necessários" eram transmitidos.

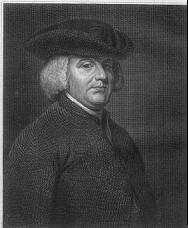
William Paley (1743–1805) proponente da analogia do Relojoeiro, uma variante do argumento teleológico

Em 1802, William Paley publicou Teologia Natural em resposta a naturalistas como Hume, refinando o antigo argumento teleológico (ou argumento do desígnio) para defender a existência de Deus. Ele argumentou que a vida era tão intrincadamente projetada e interconectada que era análoga a um relógio. Assim como quando encontramos um relógio, inferimos razoavelmente que ele foi projetado e construído por um ser inteligente, embora nunca tenhamos visto o designer, quando observamos a complexidade e a complexidade da vida, podemos inferir razoavelmente que ele foi projetado e construído por Deus, embora nunca se tenha visto Deus.
Os oito tratados oficiais de Bridgewater "Sobre o poder, a sabedoria e a bondade de Deus, conforme manifestados na criação" incluíam a Geologia e Mineralogia do reverendo William Buckland de 1836 , estabelecendo a lógica do dia-idade, a teoria do hiato e a evolução teísta. O pioneiro da computação Charles Babbage publicou então seu Nono Tratado de Bridgewater não oficial em 1837, apresentando a tese de que Deus tinha a onipotência e a visão para criar como um legislador divino, fazendo leis (ou programas) que então produziam espécies nos momentos apropriados, em vez de interferindo continuamente em milagres ad hoc cada vez que uma nova espécie era necessária.

Em 1836, o anatomista Richard Owen tinha teorias influenciadas por Johannes Peter Müller de que a matéria viva tinha uma "energia organizadora", uma força vital que dirigia o crescimento dos tecidos e também determinava a expectativa de vida do indivíduo e da espécie. Na década de 1850, Owen desenvolveu ideias de "arquétipos" na mente divina, produzindo uma sequência de espécies em "devir contínuo ordenado" em que novas espécies apareciam no nascimento.
No final de 1844, a publicação anônima de Vestígios da História Natural da Criação popularizou a ideia do desenvolvimento divinamente ordenado de tudo, desde a evolução estelar até a transmutação das espécies. Rapidamente obteve sucesso na moda nos círculos judiciais e despertou interesse em todos os setores da sociedade. Também despertou controvérsia religiosa e, depois de inicialmente ter demorado a responder, o meio científico atacou o livro. Este que continuou a ser um best-seller por volta do final do século.
Herbert Spencer foi um filósofo inglês do século XIX que desenvolveu ideias sobre o conceito unificador de evolução nas ciências naturais e sociais. Spencer é o primeiro a desenvolver uma teoria da evolução cultural e é considerado por alguns como o pai do Darwinismo Social. Foi também ele e não Darwin quem cunhou a expressão sobrevivência do mais apto. Muitas das ideias positivistas de progresso que dominaram a filosofia das ciências sociais de Spencer e dos darwinistas sociais subsequentes foram criticadas pelos sociólogos atuais, mas tais ideias continuam a ser uma das principais críticas feitas pelos criacionistas contra a evolução em geral. A despeito disso, a evolução biológica não depende dela nem oferece qualquer tipo de endosso ao chamado "darwinismo social" ou às suas filosofias derivadas, como a eugenia.

## Era de Darwin

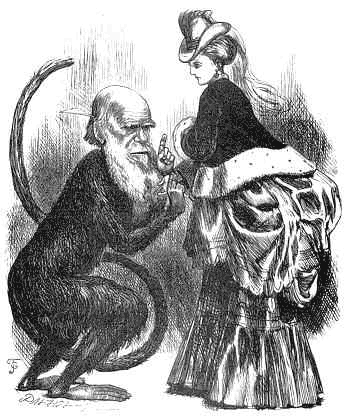
Quando Darwin apareceu em público com barba em 1866, os cartunistas rapidamente satirizaram suas ideias sobre a descendência comum dos macacos. Neste cartoon de 1872, Darwin fica fascinado pela aparente esteatopigia da nova moda de anquinhas. A mulher pede-lhe para “deixar as minhas emoções em paz”, uma referência ao novo livro de Darwin A Expressão das Emoções no Homem e nos Animais.

As décadas que se seguiram à publicação de A Origem das Espécies por Charles Darwin, em 1859, viram a esmagadora maioria dos naturalistas norte-americanos e britânicos aceitar alguma forma de evolução, com muitos clérigos liberais e educados seguindo seu exemplo, e assim rejeitando uma interpretação bíblica literal do Gênesis. Embora o trabalho de Darwin rejeitasse "o dogma das criações separadas", ele invocou a criação como a provável fonte das primeiras formas de vida ("nas quais a vida foi primeiro soprada"). Isso levou Asa Gray, que era religiosamente ortodoxo e o mais proeminente defensor americano de Darwin, a sugerir que Darwin havia aceitado "um início sobrenatural da vida na Terra" e que ele deveria, portanto, permitir uma segunda "origem especial" para a humanidade. Darwin, entretanto, rejeitou essa visão e usou uma linguagem intransigentemente naturalista no lugar do idioma bíblico, começando com The Descent of Man em 1871.
O livro de Darwin causou menos controvérsia do que ele temia, já que a ideia de evolução tinha sido amplamente popularizada na Grã-Bretanha vitoriana pela publicação de 1844 de Vestígios da Criação. No entanto, colocou questões fundamentais sobre a relação entre religião e ciência. Embora A Origem das Espécies não tratasse explicitamente da evolução humana, o salto foi dado imediatamente tanto pelos defensores quanto pelos oponentes da teoria, e a ideia de que o homem era simplesmente um animal (descendência comum) que desenvolveu um conjunto particular de características - em vez de uma espiritualidade. sendo criado por Deus - continuou a ser uma das noções mais divisivas do século XIX. Uma das disputas mais famosas foi o Debate de Oxford de 1860, no qual Thomas Huxley, o autodenominado "buldogue" de Darwin, debateu a evolução com Samuel Wilberforce, o bispo de Oxford. Ambos os lados reivindicaram vitória, depois a controvérsia foi ofuscada pelo furor teológico ainda maior sobre a publicação de Essays and Reviews questionando se os milagres eram ateus, trazendo à tona argumentos na Igreja da Inglaterra entre teólogos liberais que apoiavam a alta crítica, e evangélicos conservadores. Os ensaios foram descritos por seus oponentes como heréticos, e os ensaístas foram chamados de "Os Sete Contra Cristo".

Em 1862, o físico de Glasgow William Thomson (mais tarde Lord Kelvin) publicou cálculos, baseados na sua presunção de uniformitarismo, e que o calor do Sol era causado pelo seu encolhimento gravitacional, que fixou a idade da Terra e do Sistema Solar entre 20 milhões e 400 milhões de anos, ou seja, entre ~3 000 e ~70 000 vezes o valor de Ussher. Isto foi um golpe para a escala de tempo prevista por Darwin, embora a ideia de uma Terra antiga fosse geralmente aceita sem muita controvérsia. Darwin e Huxley, embora não aceitassem o momento, disseram que isso apenas implicava uma evolução mais rápida. Seriam necessários mais avanços na geologia e a descoberta da radioatividade que mostrasse que o Sol foi de fato aquecido pela fusão nuclear que demonstrasse a atual estimativa de 4 567 bilhões de anos, ou aproximadamente 700 000 vezes o valor de Ussher. Uma forma de medir a idade do universo seria descoberta por Edwin Hubble na década de 1930, mas devido a restrições observacionais, uma medição precisa da constante de Hubble não seria disponibilizada até o final da década de 1990. Segundo dados da ESA/Planck, divulgados em março de 2013, a idade do universo é de aproximadamente 13,8 bilhões de anos ou cerca de 2 000 000 de vezes o valor de Ussher.
O paleontólogo suíço-estadunidense Louis Agassiz se opôs à evolução. Ele acreditava que houve uma série de catástrofes com recriações divinas, cujas evidências podiam ser vistas em fósseis rochosos. Embora o uniformitarismo tenha dominado as ideias a partir da década de 1840, o catastrofismo permaneceu um paradigma importante na geologia até ser substituído por novos modelos que permitiam que cataclismos (como quedas de meteoros) e padrões gradualistas (como eras glaciais) explicassem os fenômenos geológicos observados.

Em 1878, os presbiterianos americanos realizaram a primeira Conferência Bíblica de Niágara anual, fundando o movimento fundamentalista cristão, que tomou o nome dos "Cinco Fundamentos" de 1910, e passou a se preocupar com as implicações da evolução para a exatidão da Bíblia. Mas de forma alguma todos os presbiterianos ortodoxos se opuseram à evolução como um método possível do procedimento Divino. O Dr. Charles Hodge, do Seminário de Princeton, opôs-se em 1874 ao ateísmo que considerava implícito na explicação naturalista, mas tanto ele como o Dr. BB Warfield estavam abertos à sua possibilidade/probabilidade dentro de limites, e a maioria dos clérigos procuraram reconciliar o darwinismo com o cristianismo.
Darwin morreu em 1882. Em 1915, Elizabeth Cotton, a Lady Hope, espalhou rumores de que ele havia se arrependido e aceitado a Deus em seu leito de morte. A história de Lady Hope é quase certamente falsa, e é improvável que ela tenha visitado Darwin como afirmava.

## Início do século 20
Na década de 1920, o termo criacionismo tornou-se particularmente associado a um movimento fundamentalista cristão que se opunha à ideia da evolução humana, que conseguiu banir o ensino da evolução nas escolas públicas dos Estados Unidos. A partir de meados da década de 1960, o criacionismo da Terra jovem propôs o "criacionismo científico" usando a "geologia do Dilúvio" como suporte para uma leitura literal do Gênesis. Após julgamentos legais de que ensinar isso nas escolas públicas violava a separação constitucional entre Igreja e Estado, foi despojado de referências bíblicas e chamado de ciência da criação, então, quando isso foi considerado inaceitável, o design inteligente foi cunhado.
As décadas anteriores ao início do século XX e as primeiras décadas desse século foram descritas como o eclipse do darwinismo. O trabalho de Darwin estabeleceu rapidamente o consenso científico de que a evolução ocorreu, mas houve um desacordo considerável sobre os mecanismos envolvidos, e poucos deram tanta importância à seleção natural como o próprio Darwin. A evolução em si era presumida, mas o mecanismo pelo qual ela acontecia estava em debate considerável, e nenhum deles tinha algo próximo de um consenso. Entre essas teorias estavam neo-Lamarckismo (que fundiu certos aspectos da teoria das características adquiridas de Lamarck com certos aspectos da evolução darwiniana), a ortogênese (evolução em "linha reta", que falava sobre a evolução em direção a um objetivo específico por forças dentro do organismo), e a variação descontínua do Mendelismo e da teoria da mutação de Hugo de Vries. Algumas destas teorias alternativas, em particular o neo-Lamarckismo e a ontogênese, permitiram mais facilmente uma interpretação da intervenção de Deus, o que atraiu muitos cientistas da época. O termo darwinismo cobriu uma ampla gama de ideias, muitas das quais diferiam das opiniões de Darwin, mas tornou-se associado à visão minoritária de August Weismann, que foi além de Darwin ao rejeitar a herança de caracteres adquiridos e atribuir toda a evolução à seleção natural, uma visão também chamada de neodarwinismo. Nas primeiras décadas do século 20, o debate tornou-se geralmente entre biometristas de variação contínua e mendelianos de variedade descontínua. Nas décadas de 1930 e 1940, porém, eles foram combinados com a seleção natural na síntese evolutiva moderna, que logo se tornou o modelo dominante na comunidade científica. Este modelo também foi chamado de darwinismo e neodarwinismo.
George McCready Price foi importante no desenvolvimento da geologia diluviana, e embora tivesse influência limitada numa época em que todos os geólogos há muito aceitavam uma terra antiga, muitas das suas ideias de que uma terra jovem poderia ser deduzida da ciência foram retomadas mais tarde. Price era adventista do sétimo dia, e seguiu uma das fundadoras da igreja, Ellen White, ao ver os fósseis como evidência do Grande Dilúvio. Em 1906, Price publicou Geologia Ilógica: O Ponto Mais Fraco da Teoria da Evolução, no qual ofereceu US$ 1 000 "a qualquer um que, diante dos fatos aqui apresentados, me mostre como provar que um tipo de fóssil é mais antigo que outro".

### Estados Unidos
Em 1910, a Assembleia Geral da Igreja Presbiteriana destilou os princípios do fundamentalismo cristão no que ficou conhecido como os "cinco fundamentos", um dos quais era a inerrância das Escrituras, incluindo o relato da criação em Gênesis. The Fundamentals(en) foram publicados como uma série de ensaios. Seus autores aceitaram a geologia terrestre antiga, embora sustentassem ideias diferentes sobre como isso se conciliava com os relatos bíblicos. As opiniões expressas sobre a evolução foram mistas: dois artigos curtos eram anti-evolução, um anônimo e outro do pouco conhecido Henry Beach. Seu foco estava na evolução humana, assim como os ataques feitos à evolução por Dyson Hague. Figuras importantes estavam explicitamente abertas à possibilidade de Deus ter criado através de uma forma Lamarckiana de evolução: longos artigos de James Orr e George Frederick Wright expressaram esta abertura, e Benjamin Breckinridge Warfield e AH Strong partilharam esta visão.
Após a Primeira Guerra Mundial (1914–1918), o ensino da criação e evolução na educação pública cresceu como uma controvérsia pública. Nessa época, muitos textos ensinavam a teoria da evolução como um fato científico. Muitos cristãos nos EUA e mais tarde judeus e muçulmanos expressaram preocupação de que, ao ensinar a evolução como um facto, o Estado estava a infringir inconstitucionalmente o seu direito ao livre exercício da religião, pois na sua opinião isso ensinava aos seus filhos que seus textos sagrados tinham se provado falsos.

Por exemplo, o político do Partido Democrata William Jennings Bryan "ficou convencido de que o ensino da Evolução como um fato fez com que os estudantes perdessem a fé na Bíblia, primeiro, na história da criação, e mais tarde em outras doutrinas, que fundamentam a religião cristã."
Durante a Primeira Guerra Mundial, relatos de horrores cometidos pelos alemães, que eram cidadãos de um dos países cientificamente mais avançados do mundo, levaram Bryan a afirmar: "A mesma ciência que fabricou gases venenosos para sufocar os soldados está pregando que o homem tem uma ancestralidade animalesca e eliminando o milagroso e o sobrenatural da Bíblia."

Um livro popular publicado em 1917 pelo professor e entomologista da Universidade de Stanford, Vernon L. Kellogg, intitulado Headquarters Nights, traçou uma associação direta entre a ideologia de guerra alemã e a descrição darwiniana da natureza como uma luta. Kellogg era uma autoridade líder na evolução dos insetos e publicou Darwinism Today em 1907. Sua retórica antidarwiniana e antialemã em Headquarters Nights influenciou os biólogos que tentaram minimizar as implicações negativas da “ sobrevivência do mais apto ”.
O livro de Benjamin Kidd, Ciência do Poder, de 1918, afirmou que havia conexões históricas e filosóficas entre o darwinismo e o militarismo alemão. Este livro e outros dessa época tiveram efeito em muitas pessoas.

Em 1922, William Jennings Bryan publicou In His Image, no qual argumentava que o darwinismo era ao mesmo tempo irracional e imoral. Sobre o primeiro ponto, ele apontou exemplos como o olho, que ele argumentou não poder ser explicado pela evolução darwiniana. Sobre este último ponto, ele argumentou que o darwinismo defendia a política de "criação científica" ou eugenia, pela qual os fortes deveriam eliminar os fracos, uma política que contradiz diretamente a doutrina cristã da caridade para com os desamparados.
Em 1923, o pregador e evangelista fundamentalista William Bell Riley, conhecido como "O Grande Velho do Fundamentalismo", fundou a Liga Anti-Evolução de Minnesota, que, em 1924, tornou-se a Liga Anti-Evolução da América. A organização estava por trás da legislação anti-evolução no Kentucky, onde os seus esforços foram apoiados por William Jennings Bryan.

Em 1924, Clarence Darrow defendeu Nathan Leopold e Richard Loeb sob a acusação de sequestrar e matar Bobby Franks; sua defesa incluía o argumento de que "esse crime terrível era inerente ao seu organismo e veio de algum ancestral".
Nas décadas de 1920 e 1930, Harry Rimmer foi um dos criacionistas americanos mais proeminentes. Conhecido como o “evangelista mais barulhento da América”, ele publicou muitos tratados criacionistas, debateu outros criacionistas e esteve envolvido em um famoso julgamento conhecido como “julgamento de Floyd-Rimmer” contra o ateu William Floyd.

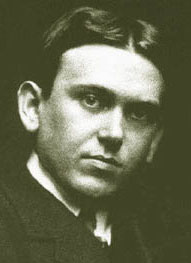
HL Mencken, cuja cobertura publicada nacionalmente do Julgamento de Scopes referiu-se aos habitantes criacionistas da cidade como "caipiras" e "idiotas", referiu-se ao advogado assistente da acusação como um "bufão" e seus discursos como "porão teológico", enquanto se referia a a defesa como "eloquente" e "magnífica".

O Julgamento de Scopes de 1925 é talvez o processo judicial mais famoso desse tipo. A Lei Butler proibiu o ensino da evolução nas escolas públicas do Tennessee . Clarence Darrow era o advogado de defesa e William Jennings Bryan era o promotor. Bryan apelou por ajuda a George McCready Price, ao médico Howard A. Kelly da Universidade Johns Hopkins, ao físico Louis T. More e a Alfred W. McCann, todos os quais escreveram livros apoiando o criacionismo. Price estava na Inglaterra, Kelly e More disseram a Bryan que se consideravam mais convencidos da evolução e McCann não estava interessado por causa da posição de Bryan sobre a proibição. No entanto, um professor chamado John T. Scopes foi considerado culpado de ensinar evolução e multado, embora o caso tenha sido posteriormente arquivado por um detalhe técnico.
Seguindo a Lei Butler, leis antievolucionistastas foram aprovadas no Mississippi em 1926, e depois no Arkansas em 1928. No entanto, as eleições de 1928 e o início da Crise de 29 mudaram o campo de jogo. Os criacionistas transferiram a sua atenção das legislaturas estaduais para os conselhos escolares locais, obtendo um sucesso substancial. Eles se dedicaram às tarefas de "emasculação dos livros didáticos, 'expurgo' das bibliotecas e, acima de tudo, perseguição contínua aos professores". As discussões sobre evolução desapareceram de quase todos os livros escolares. Em 1941, cerca de um terço dos professores americanos tinham medo de serem acusados de apoiar a evolução.

Em 1929, um livro de um dos ex-alunos de George McCready Price, Harold W. Clark, descreveu o catastrofismo de Price como "criacionismo" em Back to Creationism. Anteriormente, os anti-evolucionistas se descreviam como sendo “fundamentalistas cristãos”, “anti-evolução” ou “anti-falsa ciência”. O termo criacionismo referia-se anteriormente à criação de almas para cada nova pessoa, em oposição ao traducianismo, onde se dizia que as almas foram herdadas dos pais.
Em 1933, um grupo de ateus que procurava desenvolver uma "nova religião" para substituir as religiões anteriores baseadas em divindades, compôs o Manifesto Humanista, que delineou um sistema de crenças de quinze pontos, os dois primeiros pontos dos quais previam que "Os humanistas religiosos consideram o universo como autoexistente e não criado" e "O humanismo acredita que o homem é parte da natureza e que surgiu como resultado de um processo contínuo." Este documento exacerbou o tom ideológico da discussão em muitos círculos, já que muitos criacionistas passaram a ver a evolução como uma doutrina da "religião do ateísmo".

Em 1935, a "Associação de Religião e Ciência" foi formada por um pequeno grupo de criacionistas, liderados por um professor do Wheaton College, para formar "uma frente unificada contra a teoria da evolução". Havia três escolas principais de pensamento criacionista, representadas por Price, Rimmer e o especialista em marés William Bell Dawson . No entanto, como Dawson era um defensor do criacionismo da era diurna e Rimmer estava ardentemente convencido de que o criacionismo do hiato estava correto, os firmes defensores de um criacionismo literal da criação do mundo em 6 dias e da Terra de 6 000 anos ficaram indignadas e a organização desmoronou.
Price e seus apoiadores retiraram-se para a Califórnia e, com vários médicos trabalhando no College of Medical Evangelists (agora Loma Linda University), formaram a "Deluge Geology Society". A "Deluge Geology Society" publicou o Boletim de Geologia do Dilúvio e Ciências Relacionadas de 1941 a 1945. Eles fizeram planos secretos para revelar descobertas de fósseis de pegadas humanas em rochas supostamente mais antigas do que o considerado na teoria evolucionista. No entanto, novamente a organização naufragou devido a divergências sobre uma Terra com 6 000 anos de idade.

Price foi particularmente estridente nos seus ataques contra colegas criacionistas. Seu amigo e ex-aluno Harold W. Clark obteve um mestrado em biologia pela Universidade da Califórnia, Berkeley, e sentiu que o livro de Price , New Geology, estava "completamente desatualizado e inadequado". Price respondeu com raiva quando descobriu, acusando Clark de sofrer da "doença mental moderna da universitária" e de se juntar aos evolucionistas "fumadores de tabaco, violadores do sábado e desafiadores de Deus". Clark apelou a Price se ele ainda acreditava em uma criação em seis dias, uma terra jovem e um dilúvio universal, mas Price respondeu com uma publicação mordaz intitulada Teorias de Origem Satânica sobre Clark e seus pontos de vista.
O americano George Gaylord Simpson argumentou que o registro paleontológico apoiava a evolução na década de 1940. Alguns criacionistas, no entanto, opuseram-se à sua suposta equação de microevolução e macroevolução, reconhecendo a primeira, mas negando a última, e continuam a fazê-lo até hoje.

## Pós-guerra

### Estados Unidos
Na Segunda Guerra Mundial (1939–1945) ocorreram os horrores do Holocausto nazista. A explicação criacionista americana para o Holocausto é que ele foi impulsionado em parte pela eugenia, ou pelo princípio de que indivíduos com características genéticas "indesejáveis" deveriam ser removidos do pool genético. A eugenia baseava-se em parte nos princípios da teoria da evolução cultural, embora muitos biólogos já se opusessem a ela há muito tempo. Embora a eugenia tenha sido rejeitada por outras nações após a guerra, a memória dela não desapareceu rapidamente e os cientistas profissionais procuraram distanciar-se dela e de outras ideologias raciais associadas aos nazis.
As fissuras dentro da comunidade criacionista, que sempre estiveram presentes, continuaram a aprofundar-se à medida que os fundamentalistas recebiam formação avançada nas ciências. O geoquímico J. Laurence Kulp estudou na escola evangélica Wheaton College para se formar e era um irmão de Plymouth. Ele obteve um PhD em Princeton antes de assumir um cargo docente em Columbia. Ele sentiu que era seu dever alertar os companheiros cristãos da organização científica evangélica, a American Scientific Affiliation (ASA), sobre os problemas com as afirmações de Price. Kulp escreveu uma resenha do trabalho de Price, na qual afirmou que "as principais proposições da teoria são contraditas pelas leis físicas e químicas estabelecidas" em 1950. Isso causou consternação substancial entre seus colegas da ASA, uma afiliação de cristãos que também são cientistas, fazendo com que muitos afirmassem que Kulp havia sido contaminado com "o ponto de vista geológico ortodoxo" e isso foi responsável por sua fé em a Bíblia ser muito abalada. A influência de Kulp, no entanto, continua até hoje dentro da ASA, que continua a apoiar o criacionismo da Terra Antiga.

Na década de 1950, os Estados Unidos entraram numa Guerra Fria com a União Soviética comunista, sua antiga aliada. País que tinha como política o Ateísmo de Estado. Os americanos dividiram-se sobre as questões do comunismo e do ateísmo, mas com o Grande Expurgo, a Revolução Cultural e a Revolta Húngara de 1956, muitos ficaram preocupados com as implicações do comunismo e do ateísmo. Ao mesmo tempo, a comunidade científica estava fazendo grandes avanços no desenvolvimento da teoria da evolução, o que parecia tornar a crença em Deus irracional sob a navalha de Occam. O choque e o pânico americanos com o lançamento do Sputnik em 1957 levaram à aprovação da Lei de Educação de Defesa Nacional em 1958 para reformar os currículos científicos americanos. Isso resultou no Estudo Curricular de Ciências Biológicas, também iniciado em 1958 e com o objetivo de escrever novos livros didáticos de biologia atualizados. Esses novos livros didáticos de biologia incluíam uma discussão sobre a teoria da evolução. Em poucos anos, metade das escolas americanas estavam usando os novos livros didáticos de biologia da BSCS. Além disso, o centenário da publicação de A Origem das Espécies foi em 1959, e isto despertou um renovado interesse público pela biologia evolutiva. O fervor criacionista do passado parecia história antiga. Um historiador da Northeastern State University de Oklahoma, R. Halliburton, chegou a fazer uma previsão em 1964 de que “um renascimento do movimento [criacionista] é muito improvável”.
Em 1961, Henry M. Morris e John C. Whitcomb, Jr publicaram um livro intitulado The Genesis Flood, em um esforço para fornecer uma base científica para o criacionismo da terra jovem e a geologia diluviana. Morris já havia publicado vários livros anteriormente, mas nenhum teve o impacto que The Genesis Flood teve. Sua publicação resultou na formação de dez criacionistas com ideias semelhantes, formando a Creation Research Society em 1963, e o Institute for Creation Research em 1972.
Em 1961, Henry M. Morris e John C. Whitcomb, Jr publicaram um livro intitulado The Genesis Flood, em um esforço para fornecer uma base científica para o criacionismo da terra jovem e a geologia diluviana. Morris já havia publicado vários livros anteriormente, mas nenhum teve o impacto que The Genesis Flood teve. Sua publicação resultou na formação de dez criacionistas com ideias semelhantes, formando a Creation Research Society em 1963, e o Institute for Creation Research em 1972.
Em 1968, a Suprema Corte dos EUA decidiu no caso Epperson vs. Arkansas que uma lei de 1928 que proibia o ensino da evolução humana violava a Cláusula de Estabelecimento da constituição dos EUA . Esta cláusula estabelece a separação entre Igreja e Estado nos Estados Unidos e afirma que "o Congresso não fará nenhuma lei respeitando o estabelecimento de uma religião ou restringindo o seu livre exercício."
Em 1970, os criacionistas na Califórnia estabeleceram o Institute for Creation Research, para "atender à necessidade de uma organização dedicada à pesquisa, publicação e ensino nos campos da ciência particularmente relevantes para o estudo das origens".

Em 1973, um famoso ensaio criacionista anti-Terra jovem do biólogo evolucionista Theodosius Dobzhansky foi publicado no American Biology Teacher intitulado Nothing in Biology Makes Sense Except in the Light of Evolution . Ele argumentou que a evolução não era incompatível com a crença em Deus nem com a crença na exatidão das escrituras.
Em 1975, no caso Daniel v. Waters, o Sexto Circuito de Apelações dos EUA derrubou a lei de "tempo igual" do Tennessee, segundo a qual qualquer livro de biologia que discutisse as origens humanas deveria dar igual ênfase ao relato bíblico.

Em 1978, o Conselho Internacional sobre Inerrância Bíblica desenvolveu a Declaração de Chicago sobre Inerrância Bíblica, que nega "que hipóteses científicas sobre a história da Terra possam ser usadas adequadamente para derrubar o ensino das Escrituras sobre a criação e o dilúvio".
Em 1980, Walt Brown tornou-se diretor do Centro da Criação Científica.
Em 1981, o grupo fundamentalista de San Diego, Creation Science Research Center, afirmou, em um julgamento apelidado de "Monkey Trial Replay", que ensinar a evolução como a única teoria do desenvolvimento violava os direitos das crianças que acreditavam na criação bíblica. Em sua declaração de abertura para o advogado do grupo, Richard Turner argumentou:
Não é um confronto ao meio-dia entre criação e evolução. Não é religião versus ciência. Não estamos tentando introduzir furtivamente a Bíblia na sala de aula, ou qualquer outra doutrina religiosa. A verdadeira questão aqui é a da liberdade religiosa ao abrigo da Constituição dos Estados Unidos.
Turner prosseguiu explicando que os demandantes buscavam proteção para a crença de que “Deus criou o homem como homem, não como uma bolha”. O Times de 7 de março de 1981 relatou que alguns eram da opinião de que o caso era "um sinal do que estava por vir, com cada vez mais grupos fundamentalistas tentando exercer sua influência não desprezível nas escolas de todo o país". Ao mesmo tempo, Frank D. White, o governador do Arkansas, assinou um projeto de lei exigindo que a ciência da criação e a teoria da evolução tivessem peso igual nas escolas. Embora quinze estados tenham tentado introduzir tais projetos de lei nessa época, apenas o do Arkansas os transformou em lei. Após as audiências em Little Rock, a lei foi anulada pelo juiz William Overton no início de 1982, assim como projetos de lei semelhantes (e igualmente malsucedidos) foram aprovados pelos legisladores no Mississippi e na Louisiana .
Carl Baugh fundou o Creation Evidence Museum em Glen Rose, Texas, em 1984. O ministério Criacionista da Terra Jovem de Kent Hovind foi fundado em 1989.
Em 1986, foi criada outra organização criacionista chamada “Razões para Acreditar”. Ao contrário da maioria das organizações criacionistas atuais, a RTB apoia o criacionismo da Velha Terra.
Em 1987, a Suprema Corte dos EUA decidiu novamente, desta vez no caso Edwards v. Aguillard, que exigir o ensino da " ciência da criação " toda vez que a evolução fosse ensinada avançava ilegalmente uma religião específica, embora uma variedade de pontos de vista sobre as origens pudessem ser ensinados em público escolas se for demonstrado que têm uma base científica. O tribunal deu uma definição clara de ciência, e decidiu ainda que a chamada "ciência da criação" era simplesmente criacionismo, usando erradamente um dualismo inventado para afirmar que qualquer evidência contra a evolução provaria a Criação. Mais tarde naquele ano, os rascunhos do livro escolar de ciências da criação, Of Pandas and People(en), foram revisados para alterar todas as referências à "criação" para se relacionarem com o "design inteligente".
Em 1989, a Fundação para o Pensamento e Ética publicou Of Pandas and People de Percival Davis e Dean H. Kenyon, editor Charles Thaxton, com a definição de que "Design inteligente significa que várias formas de vida começaram abruptamente através de uma agência inteligente, com suas características distintivas características já intactas Peixes com barbatanas e escamas, pássaros com penas, bicos, asas, etc." A editora conseguiu que grupos religiosos e rádios cristãs fizessem campanha pela aprovação estadual de livros didáticos, com uma petição no Alabama pedindo que o "Design Inteligente" fosse apresentado como uma alternativa à evolução, e seu advogado argumentando que isso não obrigava a crença no sobrenatural e não era um texto criacionista. Após reveses, concentrou esforços “fora das escolas” para estimular a atividade popular dos conselhos escolares locais, grupos de professores e pais.

Em 1990, o professor de direito Phillip E. Johnson expôs seu argumento de que as regras básicas da ciência apresentadas em Edwards v. Aguillard desqualificavam injustamente as explicações criacionistas ao excluir o sobrenatural, e em 1991, ele publicou um livro intitulado Darwin no Julgamento(en), desafiando os princípios do naturalismo e do uniformitarismo na filosofia científica contemporânea.
Em março de 1992, um simpósio na Southern Methodist University em Dallas proporcionou a estreia pública de um pequeno grupo que incluía Phillip Johnson, Stephen C. Meyer, William Dembski e Michael Behe, iniciando a estratégia de cunha que Johnson afirma ter funcionado. lançado em 1991.

O 1993 a segunda edição do livro escolar Of Pandas and People adicionou uma seção de Michael Behe apresentando o argumento que mais tarde chamou de complexidade irredutível.
A década de 1990 viu o surgimento do design inteligente, que sustenta que a intervenção inteligente era necessária para a evolução e de outras formas procura criar dúvidas sobre a validade e viabilidade da evolução, e mudar o método científico para que explicações sobrenaturais sejam aceitas.

Em 1994, o processo judicial Peloza v. Distrito Escolar Capistrano foi decidido contra um professor que alegou que seu direito da Primeira Emenda ao livre exercício da religião foi violado pela exigência do distrito escolar de ensinar evolução.
Em 1996, o Centro de Ciência e Cultura (CSC) do Discovery Institute, anteriormente conhecido como Centro para Renovação da Ciência e Cultura, foi fundado para promover o design inteligente e entrou no discurso público com a publicação de A Caixa Preta de Darwin, de Michael Behe, defendendo evidências de complexidade irredutível. Os críticos afirmaram que esta foi uma tentativa velada de promover o criacionismo, particularmente à luz do caso Edwards v. O Discovery Institute rejeita o termo criacionismo, que define estritamente como significando criacionismo da terra jovem, embora no tribunal o design inteligente tenha sido considerado criacionismo.

Em outubro de 1999, o Centro Michael Polanyi foi fundado na faculdade de ciências da Universidade Baylor, uma faculdade batista, para estudar design inteligente. Um ano depois, foi dissolvido em meio a reclamações dos professores de que o centro havia sido criado sem consultá-los e faria com que a escola fosse associada à pseudociência.
Em dezembro de 2001, o Congresso dos Estados Unidos aprovou a Lei Nenhuma Criança Deixada para Trás, que continha a seguinte declaração de política, chamada de Emenda Santorum, de autoria de Johnson:
"Os conferencistas reconhecem que uma educação científica de qualidade deve preparar os alunos para distinguir os dados e as teorias testáveis da ciência das afirmações religiosas ou filosóficas feitas em nome da ciência. Quando são ensinados tópicos que podem gerar controvérsia (como a evolução biológica), o currículo deve ajudar os alunos a compreender toda a gama de pontos de vista científicos que existem, porque é que tais tópicos podem gerar controvérsia e como as descobertas científicas podem afetar profundamente a sociedade."
Em dezembro de 2001, Dembski fundou a Sociedade Internacional para Complexidade, Informação e Design.
A Answers In Creation foi criada em 2003 para fornecer respostas às organizações criacionistas da terra jovem. Eles afirmam que a posição da Terra jovem não é científica e, através do seu website, afirmam fornecer provas contra a ciência da criação da Terra jovem. Eles são anti-Terra jovem e promovem o Cristianismo endossando o criacionismo da Terra Velha.

Em 2004, Ohio adotou padrões educacionais simpáticos ao design inteligente promovidos pelo Discovery Institute. Em fevereiro de 2006, o Conselho de Educação de Ohio votou pela retirada do plano de aula de design inteligente "Análise Crítica da Evolução" do Discovery Institute após a decisão de 2005 contra o design inteligente em Kitzmiller v. Dover e revelações de que o plano de aula foi adotado apesar das advertências do Departamento de Ohio da Educação, cujos especialistas o descreveram como errado e enganoso.
Em maio de 2005, o conselho escolar do Kansas realizou as audiências sobre a evolução do Kansas. As audiências em estilo tribunal foram promovidas pelo Discovery Institute e contaram com a presença de seus bolsistas e outros defensores do design inteligente, mas não dos principais cientistas, que o acusaram de ser um tribunal canguru. O resultado das audiências foi a adoção pelo conselho dominado pelos republicanos de novos padrões científicos que se baseavam no plano de aula de Análise Crítica da Evolução do Discovery Institute, empregando a abordagem Ensinar a Controvérsia do instituto, apesar de terem sido rejeitados pelo Comitê de Audiência Científica do Conselho Estadual. . Com a destituição da maioria dos membros conservadores do conselho em 2006, o Conselho Estadual de Educação do Kansas aprovou um novo currículo que removeu qualquer referência ao Design Inteligente como parte da ciência em fevereiro de 2007.
Em 2005, o Tribunal Distrital dos EUA para o Distrito Médio da Pensilvânia decidiu no caso Kitzmiller v. Dover Area School District que o design inteligente era de natureza religiosa, uma forma de criacionismo, não científico e, portanto, violava a Primeira Emenda à Constitução dos Estados Unidos. A decisão proibiu o ensino do design inteligente nas salas de aula de ciências das escolas públicas daquele distrito, mas o “Julgamento de Dover”, como ficou conhecido, teve efeitos de longo alcance. Mais ou menos na mesma época da decisão de Kiztmiller, muitos legisladores estaduais estavam considerando projetos de lei promovidos pelo Discovery Institute apoiando o ensino do design inteligente. A maioria foi rejeitada à luz da decisão do julgamento de Dover devido ao que foi chamado de "efeito Dover".
Em setembro de 2012, Bill Nye alertou que as visões criacionistas ameaçam a educação científica e as inovações nos Estados Unidos.